# 시바자키 구니히로
시바자키 구니히로(일본어: 柴崎 邦博, 1985년 4월 1일 ~ )는 일본의 전 축구 선수이다.

## 구단 경력
과거 오미야 아르디자, 도치기 SC에서 활동하였다.